# Segue 2
Segue 2 é uma galáxia anã situada na constelação de Aries que foi descoberta em 2009 através dos dados obtidos pelo Sloan Digital Sky Survey. Esta galáxia está localizada a uma distância em torno de 35 kpc (35.000 parsecs ou 110.000 anos-luz) a partir do Sol e se move em direção ao Sol com uma velocidade de 40 km/s. É classificada como uma galáxia anã esferoidal (dSph) o que significa que ela tem uma forma aproximadamente arredondada com o raio de meia-luz de cerca de 34 pc.